# Ірвінг Пенн
Ірвінг Пенн (англ. Irving Penn; 16 червня 1917, Плейнфілд, Нью-Джерсі — 7 жовтня 2009, Нью-Йорк) — американський фотограф, один з найвпливовіших фотографів XX століття.
Старший брат кінорежисера Артура Пенна.

## Життя і творчість
Народився в Плейнфілді, Нью-Джерсі в 1917 році. У вісімнадцять років Ірвінг записався на чотирирічний курс рекламного дизайну до Олексія Бродовича в Школу мистецтв при Філадельфійському музеї мистецтв. Одночасно з навчанням професії Пенн бігав кур'єром в Harper's Bazaar, а потім допомагав художникові малювати ескізи взуття, був підмайстром.
У 1938 році закінчив навчання і став артредактором журналу Ліги Юніорів, а потім перейшов на аналогічну посаду в розкішний універмаг Saks Fifth Avenue. Але у 25 років, слідуючи за покликом, звільнився і на свої невеликі заощадження вирушив до Мехіко, де цілий рік займався живописом, перш ніж остаточно усвідомити своє дійсне покликання.
Повернувшись до Нью-Йорка, Пенн успішно пройшов співбесіду і потрапив до артредактора Vogue Олександра Лібермана, який прийняв Ірвінга на роботу як свого асистента. 26-річний дизайнер мав власне уявлення про те, як має виглядати обкладинка, але не знаходив розуміння у штатних фотографів журналу. Тоді Ліберман порадив йому самому взяти в руки фотокамеру і 1 жовтня 1943 року на обкладинці «Vogue» з'явилася перша фотографія Ірвіна Пенна. Цю дату можна вважати другим днем народження фотографа.
Для фотографій Пенн використовував різноманітні, винайдені ним самим, прийоми, колекцію яких він постійно поповнював. Наприклад, поміщав свою модель в кут, що імітує, по думки фотографа, замкнутий простір. Деякі моделі відчували себе спокійно, іншим представлялося ніби вони в капкані або тюремній камері. Пенн був одним з перших, хто став фотографувати модель на однорідному білому або сірому фоні. Іноді він використовував якийсь пристрій, скажімо, всаджував модель на мотоцикл. Придбавши в магазині на Третій Авеню старовинний килим, він використовував його протягом кількох місяців, на його тлі фотографувалися Джон Д'юї і Альфред Хічкок, — різні частини килима відрізнялися по тону і узору і фотограф міг підбирати для кожної моделі свій певний шматочок фону.
Великим успіхом користувалася серія фотографій привезених Пенном з відрядження в Перу. Студія, яку він орендував у місцевого фотографа, виглядала дуже екзотично: підлоги з кам'яної плитки, малюнки на стінах, якийсь незрозумілий столик, на який спиралися ліктем позуючі моделі. Фотограф зробив в цій студії близько 200 портретів місцевих жителів, зокрема «Дітей з міста Куско» («Cuzco Children»), яка була надалі продана за $175000.
Інший проєкт Ірвіна Пенна був серією портретів представників різних професій, вдягнутих в робочу уніформу і з атрибутами своєї професії в руках. Кожна модель розташовувалася на білому тлі і освітлювалася збоку: це освітлення характерне для багатьох портретних робіт Пенна.
У 1953 році, відкриваючи власну студію, Ірвін Пенн сказав фразу, що стала знаменитою: «Знімання тістечка теж може бути мистецтвом». І він дійсно ухитрявся робити витвори мистецтва, знімаючи самі непоказні об'єкти — купу недопалків або набір якихось, на перший погляд, несумісних предметів.
Але найулюбленіший його жанр — це портрет. Пенн працює самозабутньо, захоплюючи за собою своїх моделей. «Я пам'ятаю відчуття, що віддаю більш ніж маю, що у цей момент я був більш ніж я є насправді, розповідав не свою історію, а щось більше», — описував свої відчуття один з фотографованих.
Фотограф прославився тим, що протягом багатьох років знімав для модного журналу Vogue. Крім фото в Vogue (американському, британському і французькому виданнях), роботи Пенна знаходяться в багатьох найбільших колекціях, включаючи Музей сучасного мистецтва в Нью-Йорку, музей Метрополітен, галерею американського мистецтва Addison, Балтиморський музей мистецтв. Його персональні виставки проводилися, зокрема, в нью-йоркському Музеї Метрополітен і Національній галереї у Вашингтоні. У 1958 році журнал Popular Photography назвав Пенна одним з десяти найбільших фотографів світу.
Фотограф випустив щонайменше шість книг.
Помер 7 жовтня 2009 року у 92 роки у власному будинку на Мангеттені.